# 紅旗・HS5
HS5は、中華人民共和国の自動車ブランド、紅旗の高級乗用車SUVである。

## 概要
マツダ・MAZDA6と同じプラットフォームを共有するミドルサイズSUVで、2017年の上海モーターショーで最初に「U-Concept」として発表し、その2年後の、2019年に発売。
デザインは、イタリアのイタルデザイン・ジウジアーロが行った。